# Johann (Sachsen)

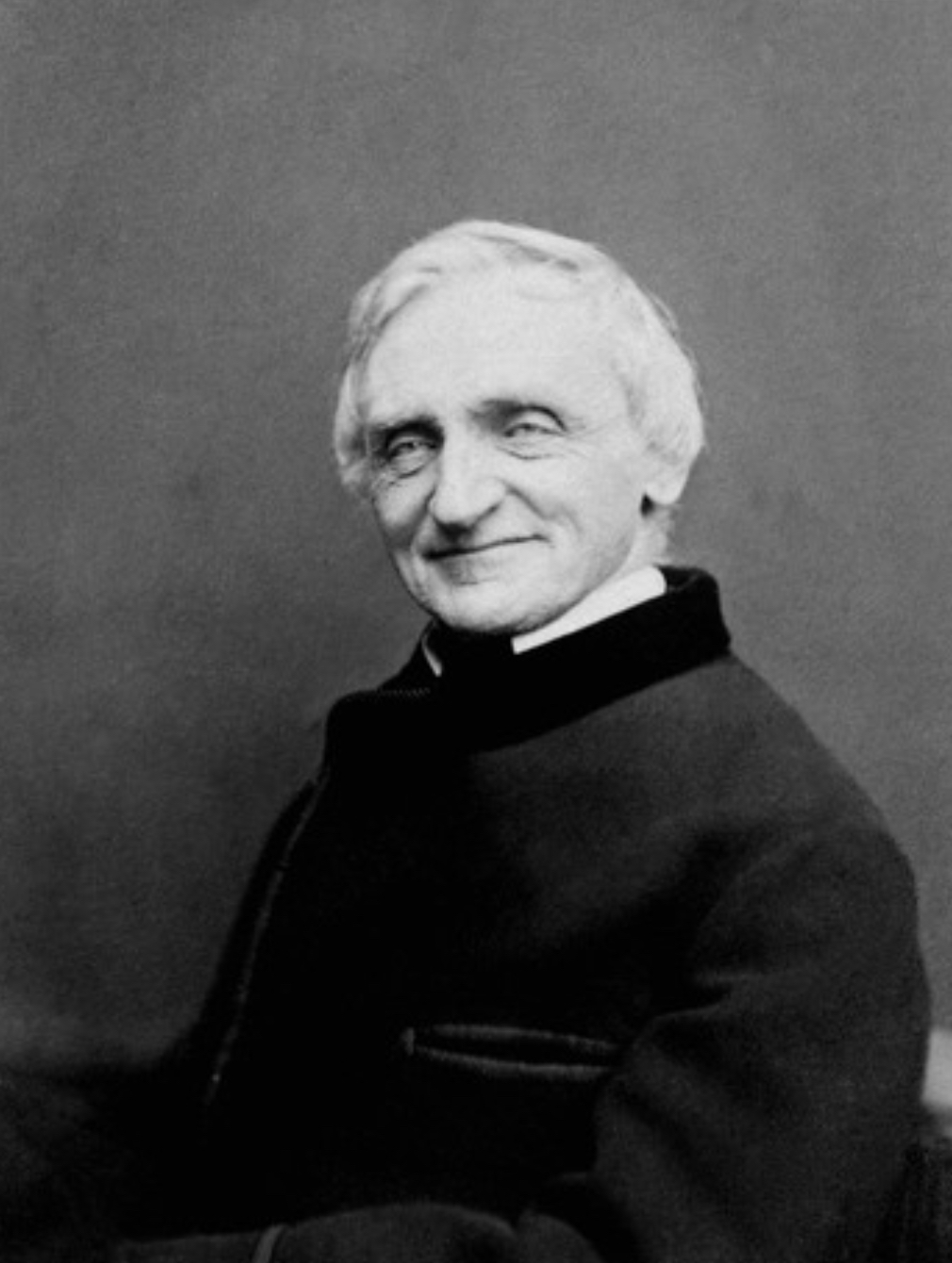
König Johann von Sachsen, um 1870

Johann von Sachsen (* 12. Dezember 1801 in Dresden; † 29. Oktober 1873 in Pillnitz) aus dem Haus Wettin war von 1854 bis zu seinem Tod König von Sachsen. Während seiner Herrschaft trat das Königreich Sachsen dem Deutschen Kaiserreich bei. Unter dem Pseudonym Philalethes übersetzte er die Göttliche Komödie von Dante Alighieri.

## Leben

Königliches Wappen

Johann Nepomuk Maria Joseph Anton Xaver Vincenz Aloys Luis de Gonzaga Franz de Paula Stanislaus Bernhard Paul Felix Damasus wurde als sechstes von sieben Kindern des Prinzen Maximilian von Sachsen und dessen erster Frau Caroline von Bourbon-Parma (1770–1804) geboren. Sein Vater war der jüngste Sohn des 1763 verstorbenen sächsischen Kurfürsten Friedrich Christian. Seine Mutter Caroline, geborene Prinzessin von Parma, war eine Enkelin der Kaiserin Maria Theresia.
Schon bald durchlief Johann eine Ausbildung in der Verwaltung des Königreichs und übernahm wichtige Aufgaben u. a. im Finanzkollegium. 1829 wurde ihm seitens Frankreich die Königskrone von Griechenland angeboten, woraufhin er ablehnte. Nach Verabschiedung der Verfassung von 1831 war Prinz Johann geborenes Mitglied der I. Kammer des sächsischen Landtags und beteiligte sich aktiv an dessen Verhandlungen. Während seines Besuches in Leipzig im August 1845 kam es zu Unruhen, da die Bevölkerung gegen ihn demonstrierte und das Militär das Feuer auf die Demonstranten eröffnete (Leipziger Gemetzel).
Nachdem Johann durch den Unfalltod seines älteren kinderlosen Bruders 1854 überraschend auf den Thron gekommen war, übernahm er den ihm verfassungsgemäß zustehenden Vorsitz im Gesamtministerium. Er überblickte dank seiner langjährigen Erfahrung alle Bereiche der Verwaltung und bildete sich stets ein eigenes Urteil. Faktisch war er somit sein eigener Ministerpräsident. Ihm gegenüber gewannen allenfalls die Minister Friedrich Ferdinand von Beust und Johann Paul von Falkenstein ein eigenes Gewicht. Die Justizreform von 1855, die Erweiterung des Eisenbahnnetzes, die Einführung der Gewerbefreiheit sind hauptsächlich seiner Anregung und Förderung zu verdanken. Unter ihm wandelte sich Sachsen zu einem der modernsten deutschen Teilstaaten. Überdies kam es zum Abschluss eines Handelsvertrags mit Frankreich (1862) und zur Anerkennung des neu entstandenen Königreichs Italien. Unter dem Einfluss seines Ministers Friedrich Ferdinand von Beust setzte er sich für die Großdeutsche Lösung der Reichseinigung (unter Einschluss Österreichs) ein. Das Königreich Sachsen kämpfte deshalb 1866 im Deutschen Krieg an der Seite Österreichs.
Während des Krieges zog sich die Königliche Familie für einige Wochen in die Königliche Villa
in Regensburg zurück. Als nach der Niederlage von Königgrätz der preußische Ministerpräsident Otto von Bismarck bei König Wilhelm I. den Erhalt Sachsens als eigenständigem Staat durchsetzte, trat Sachsen schließlich dem Norddeutschen Bund und 1871 dem Deutschen Kaiserreich unter der Hegemonie des Königreichs Preußen bei. Bei der Kaiserproklamation in Versailles am 18. Januar 1871 ließ er sich dann aber von seinem Sohn, Prinz Georg, vertreten. Besondere Förderung ließ er dem Schul- und Hochschulwesen angedeihen. Die Sächsische Akademie der Wissenschaften wurde von ihm gefördert, der Königlich Sächsische Verein zur Erforschung und Erhaltung vaterländischer Altertümer 1824 und die Zeitschrift Neues Archiv für Sächsische Geschichte 1863 gegründet.
Neben seiner politischen Arbeit beschäftigte Johann sich mit Literatur. Unter dem Pseudonym Philalethes („Freund der Wahrheit“, daher auch sein Beiname „Der Wahrhaftige“) übersetzte er Dantes Göttliche Komödie als eine noch heute anerkannte Übersetzung ins Deutsche, wesentliche Teile davon auf Schloss Weesenstein und Schloss Jahnishausen.
Johann starb im Jahr 1873 und wurde in der Wettiner-Gruft der Katholischen Hofkirche in Dresden beigesetzt.

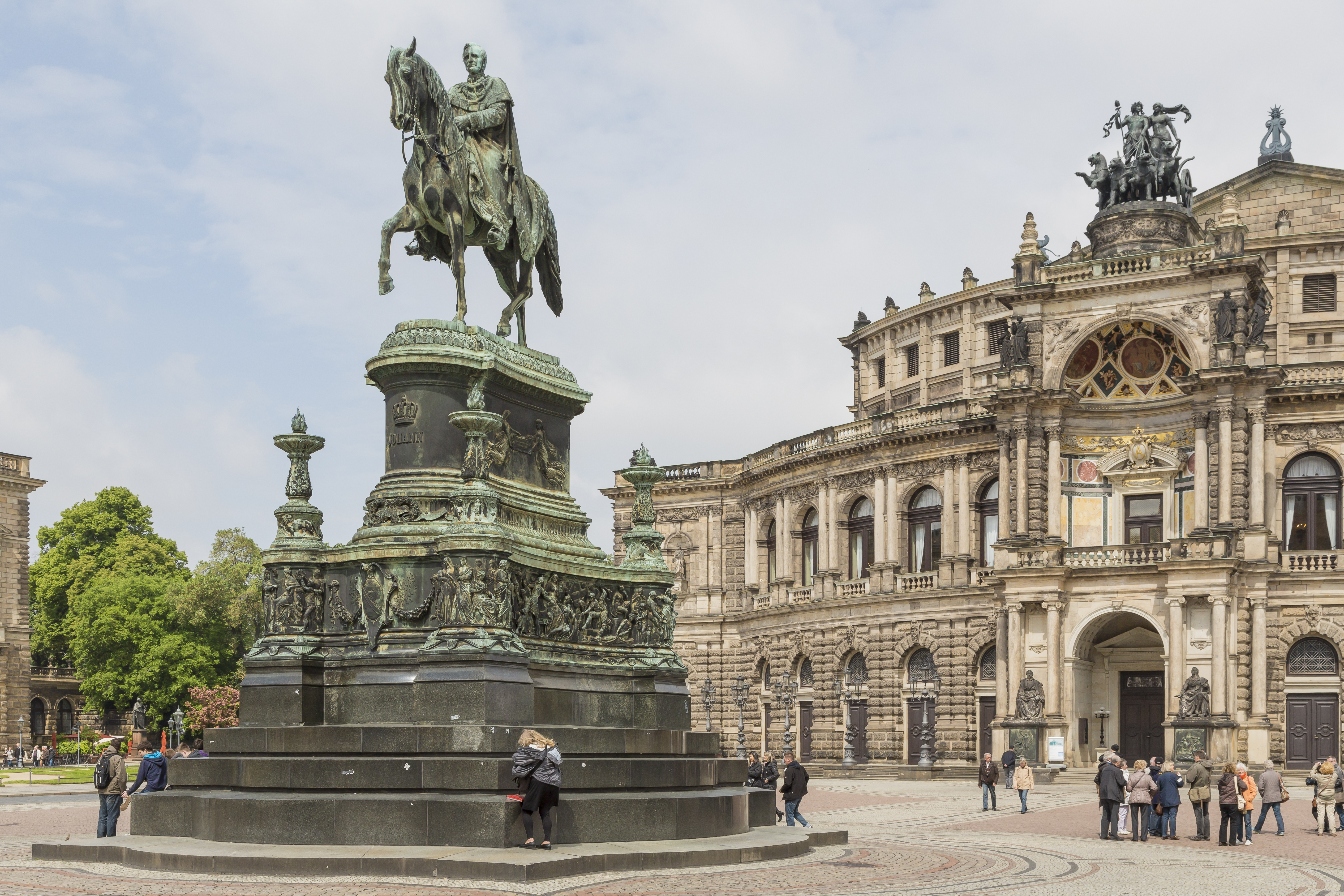
Reiterstatue auf dem Dresdner Theaterplatz
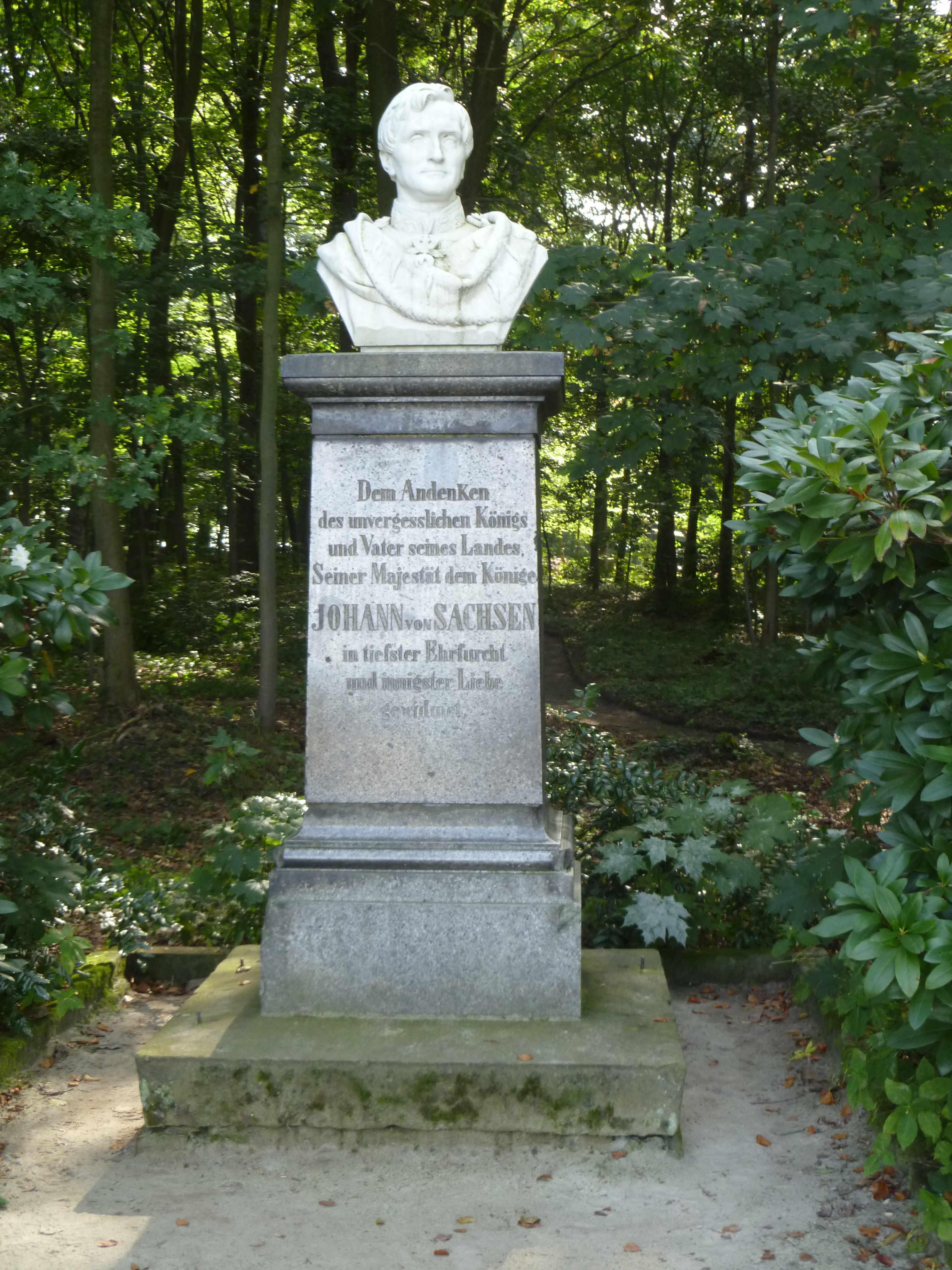
Büste auf der Festung Königstein
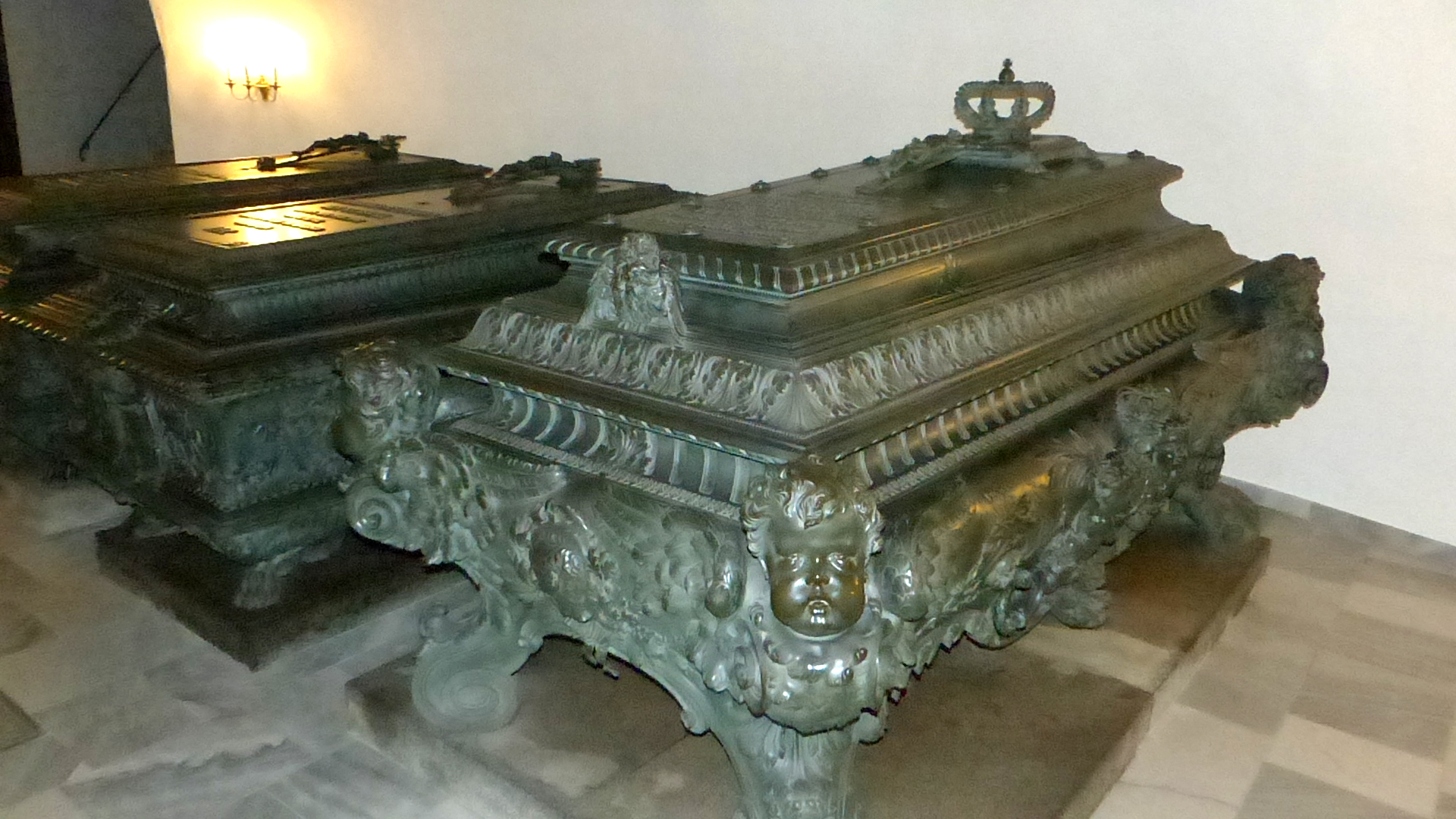
Sarkophag in der Dresdner Hofkirche

## Familie
Am 21. November 1822 heiratete er in Dresden Prinzessin Amalie Auguste von Bayern. Aus der Ehe gingen neun Kinder hervor:
- Maria Augusta (1827–1857)
- Albert (1828–1902), König von Sachsen ⚭ 1853 Prinzessin Carola von Wasa
- Elisabeth (1830–1912)

1. ⚭ 1850 Prinz Ferdinand von Savoyen, Herzog von Genua (1822–1855)
2. ⚭ 1856 Marchese Niccolo Rapallo (1825–1882)

- Ernst (1831–1847)
- Georg (1832–1904), König von Sachsen ⚭ 1859 Infantin Maria Anna von Portugal
- Sidonie (1834–1862)
- Anna (1836–1859) ⚭ 1856 Großherzog Ferdinand IV. von Toskana
- Margarete (1840–1858) ⚭ 1856 Erzherzog Karl Ludwig von Österreich
- Sophie (1845–1867) ⚭ 1865 Herzog Carl Theodor in Bayern

## Vorfahren
| Ahnentafel Johann von Sachsen | Ahnentafel Johann von Sachsen                                                                    | Ahnentafel Johann von Sachsen                                                                    | Ahnentafel Johann von Sachsen                                                                    | Ahnentafel Johann von Sachsen                                                                    | Ahnentafel Johann von Sachsen                                                                   | Ahnentafel Johann von Sachsen                                                                   | Ahnentafel Johann von Sachsen                                                                              | Ahnentafel Johann von Sachsen                                                                    |
| ----------------------------- | ------------------------------------------------------------------------------------------------ | ------------------------------------------------------------------------------------------------ | ------------------------------------------------------------------------------------------------ | ------------------------------------------------------------------------------------------------ | ----------------------------------------------------------------------------------------------- | ----------------------------------------------------------------------------------------------- | --- | ------------------------------------------------------------------------------------------------ |
| Ururgroßeltern                | König August II. (1670–1733) ⚭ 1693 Christiane Eberhardine von Brandenburg-Bayreuth (1671–1727)  | Kaiser Joseph I. (1678–1711) ⚭ 1699 Wilhelmine Amalie von Braunschweig-Lüneburg (1673–1742)      | Kurfürst Maximilian II. Emanuel (1662–1726) ⚭ 1695 Therese Kunigunde von Polen (1676–1730)       | Kaiser Joseph I. (1678–1711) ⚭ 1699 Wilhelmine Amalie von Braunschweig-Lüneburg (1673–1742)      | König Philipp V. (1683–1746) ⚭ 1714 Elisabetta Farnese (1692–1766)                              | König Ludwig XV. (1710–1774) ⚭ 1725 Maria Leszczyńska (1703–1768)                               | Herzog Leopold Joseph von Lothringen (1679–1729) ⚭ 1698 Élisabeth Charlotte de Bourbon-Orléans (1676–1744) | Kaiser Karl VI. (1685–1740) ⚭ 1708 Elisabeth Christine von Braunschweig-Wolfenbüttel (1691–1750) |
| Urgroßeltern                  | König August III. (1696–1763) ⚭ 1719 Maria Josepha von Österreich (1699–1757)                    | König August III. (1696–1763) ⚭ 1719 Maria Josepha von Österreich (1699–1757)                    | Kaiser Karl VII. (1697–1745) ⚭ 1722 Maria Amalia von Österreich (1701–1756)                      | Kaiser Karl VII. (1697–1745) ⚭ 1722 Maria Amalia von Österreich (1701–1756)                      | Herzog Philipp von Parma (1720–1765) ⚭ 1738 Marie Louise Élisabeth de Bourbon (1727–1759)       | Herzog Philipp von Parma (1720–1765) ⚭ 1738 Marie Louise Élisabeth de Bourbon (1727–1759)       | Kaiser Franz I. Stephan (1708–1765) ⚭ 1736 Maria Theresia (1717–1780)                                      | Kaiser Franz I. Stephan (1708–1765) ⚭ 1736 Maria Theresia (1717–1780)                            |
| Großeltern                    | Kurfürst Friedrich Christian von Sachsen (1722–1763) ⚭ 1747 Maria Antonia von Bayern (1724–1780) | Kurfürst Friedrich Christian von Sachsen (1722–1763) ⚭ 1747 Maria Antonia von Bayern (1724–1780) | Kurfürst Friedrich Christian von Sachsen (1722–1763) ⚭ 1747 Maria Antonia von Bayern (1724–1780) | Kurfürst Friedrich Christian von Sachsen (1722–1763) ⚭ 1747 Maria Antonia von Bayern (1724–1780) | Herzog Ferdinand von Bourbon (Parma) (1751–1802) ⚭ 1769 Maria Amalia von Österreich (1746–1804) | Herzog Ferdinand von Bourbon (Parma) (1751–1802) ⚭ 1769 Maria Amalia von Österreich (1746–1804) | Herzog Ferdinand von Bourbon (Parma) (1751–1802) ⚭ 1769 Maria Amalia von Österreich (1746–1804)            | Herzog Ferdinand von Bourbon (Parma) (1751–1802) ⚭ 1769 Maria Amalia von Österreich (1746–1804)  |
| Eltern                        | Maximilian von Sachsen (1759–1838) ⚭ 1792 Caroline von Bourbon-Parma (1770–1804)                 | Maximilian von Sachsen (1759–1838) ⚭ 1792 Caroline von Bourbon-Parma (1770–1804)                 | Maximilian von Sachsen (1759–1838) ⚭ 1792 Caroline von Bourbon-Parma (1770–1804)                 | Maximilian von Sachsen (1759–1838) ⚭ 1792 Caroline von Bourbon-Parma (1770–1804)                 | Maximilian von Sachsen (1759–1838) ⚭ 1792 Caroline von Bourbon-Parma (1770–1804)                | Maximilian von Sachsen (1759–1838) ⚭ 1792 Caroline von Bourbon-Parma (1770–1804)                | Maximilian von Sachsen (1759–1838) ⚭ 1792 Caroline von Bourbon-Parma (1770–1804)                           | Maximilian von Sachsen (1759–1838) ⚭ 1792 Caroline von Bourbon-Parma (1770–1804)                 |
| Johann von Sachsen            |                                                                                                  |                                                                                                  |                                                                                                  |                                                                                                  |                                                                                                 |                                                                                                 | |                                                                                                  |

## Ehrungen
- Der Dresdner Stadtteil Johannstadt ist nach ihm benannt.
- König-Johann-Denkmal auf dem Dresdner Theaterplatz von Johannes Schilling
- Denkmal auf der Festung Königstein in der Sächsischen Schweiz
- König-Johann-Turm, Aussichtsturm in der Dippoldiswalder Heide bei Dippoldiswalde
- König-Johann-Turm, Aussichtsturm auf dem Valtenberg (Oberlausitz)
- Orden Pour le mérite für Wissenschaft und Künste im Jahre 1869
- Gedenkstein neben der Trinitatiskirche in Carlsfeld